# Burg Hoheneck (Ipsheim)
Burg Hoheneck (fränkisch: Di Honäck) ist eine mittelalterliche Burg oberhalb von Ipsheim und zugleich ein Gemeindeteil des Marktes im mittelfränkischen Landkreis Neustadt an der Aisch-Bad Windsheim. Hoheneck liegt in der Gemarkung Eichelberg. Seit 1984 dient die Jugendburg als Bildungsstätte des Kreisjugendrings Nürnberg-Stadt.

## Geografische Lage
Die Höhenburg liegt auf 410 m ü. NHN am Anstieg der Frankenhöhe, eines kleinräumigen, bewaldeten Höhengebietes (Naturpark Frankenhöhe), hoch über dem Aischtal. Östlich der Burg liegen die ausgedehnten Frankenhöhe-Wälder des Hohenecker Forstes, an ihrem Fuß eines der wenigen Weinbaugebiete Mittelfrankens (Mittelfränkische Bocksbeutelstraße).

## Geschichte
Im Jahre 1132 wurde ein „Dietmar de Hohenekke“ in der Gründungsurkunde des Klosters Heilsbronn erwähnt. Dies war zugleich die erste urkundliche Erwähnung des Ortes. Die Bedeutung des Ortsnamens entsprach schon damals der heutigen.
Im Jahre 1381 verkaufte Arnold von Seckendorff Hoheneck mit Grundbesitz und Wald an den Nürnberger Burggrafen Friedrich V. Dieser rief einige Jahre später das Oberamt Hoheneck ins Leben. Im Jahre 1462 wurde die Burg im Krieg zwischen Markgraf Albrecht zu Brandenburg und dem Hochstift Würzburg abgebrannt.
Das Oberamt Hoheneck umfasste das Vogtamt Lenkersheim, das Kastenamt Ipsheim, das Schultheißenamt Markt Bergel und das Schultheißenamt Burgbernheim.
Gegen Ende des 18. Jahrhunderts gab es in Hoheneck ein Anwesen. Das Hochgericht übte das brandenburg-bayreuthische Vogtamt Lenkersheim aus. Das Schloss hatte das Kastenamt Ipsheim als Grundherrn. Das Oberamt Hoheneck ging in der Zeit der preußischen Verwaltung im Kammeramt Ipsheim auf.
Im Rahmen des Gemeindeedikts wurde Hoheneck dem 1811 gebildeten Steuerdistrikt Ipsheim und der 1817 gebildeten Ruralgemeinde Ipsheim zugeordnet. Mit dem Zweiten Gemeindeedikt (1818) wurde es nach Eichelberg umgemeindet.
Anfang der 1920er Jahre kaufte der Münchner Verlagsbuchhändler Julius Friedrich Lehmann die Burg. Die Burg diente dem Wehrverband Bund Oberland als Veranstaltungsort, etwa für die 1924 und 1927 durchgeführten Führertagungen. An der Führertagung im April 1924 nahmen unter anderem der Bundesführer Friedrich Weber, Gustav Sondermann, Josef Römer und August Winnig teil. Vom 4. bis 6. Juni 1927 fand dort die von Willy Liebel, dem späteren Stadtrat und Oberbürgermeister Nürnbergs, geleitete Bundestagung der Altreichsflagge statt, wobei auch General Erich Ludendorff und seine Gattin Mathilde Ludendorff Reden völkischer Thematik hielten, am 18. November die Beisetzung des Münchner Polizeipräsidenten Ernst Pöhner im „Heldenhain“, an der unter anderem Adolf Hitler und Joseph Goebbels teilnahmen. Ab 1928 war die Burg Schulungsstätte der Sturmabteilung (SA) für Süddeutschland und mehrfach der Ort von NSDAP-Großveranstaltungen wie dem im Juni 1930 durchgeführten Pfingst-Gautreffen (unter Teilnahme von Streicher, Hitler und General von Epp) oder der ersten mittelfränkischen SA-Führervorschule am 18. Januar 1932 mit Beteiligung unter anderem von Julius Streicher, Wilhelm Stegmann und Willy Liebel. Der Historiker Manfred Kittel sieht in der von der Burg ausgehenden „völkischen Ausstrahlung“ einen der Gründe für die Entwicklung Westmittelfrankens zur nationalsozialistischen Hochburg. 1936 erwarb die Reichstierärztekammer die Burg Hoheneck und machte sie zu einer Reichstierärzte Schulungsburg.
Die Burg gehört seit 1953 der Stadt Nürnberg und ist somit die einzige Burg im Eigentum der Stadt, da die Nürnberger Burg Eigentum der Bayerischen Schlösser- und Seenverwaltung ist.
Am 1. Juli 1972 wurde Hoheneck im Zuge der Gebietsreform in Bayern in den Markt Ipsheim eingegliedert.
Seit April 1984 wird Burg Hoheneck als Jugendbildungsstätte des Kreisjugendrings Nürnberg-Stadt genutzt, der auch ihr Träger ist.

## Einwohnerentwicklung
| Jahr      | 001818 | 001840 | 001861 | 001871 | 001885 | 001900 | 001925 | 001950 | 001961 | 001970 | 001987 |
| Einwohner | 14     | 20     | 30     | 19     | 14     | 21     | 7      | 28     | 17     | 9      | 2      |
| Häuser    | 1      | 1      |        |        | 1      | 1      | 1      | 1      | 1      |        | 1      |
| Quelle    | [ 16 ] | [ 17 ] | [ 18 ] | [ 19 ] | [ 20 ] | [ 21 ] | [ 22 ] | [ 23 ] | [ 24 ] | [ 25 ] | [ 1 ]  |

## Religion
Hoheneck ist seit der Reformation evangelisch-lutherisch geprägt und bis heute nach St. Johannes der Täufer (Ipsheim) gepfarrt. Die Katholiken sind nach St. Bonifaz (Bad Windsheim) gepfarrt.

## Wanderwege
Direkt an der Burg führen die Fernwanderwege Bocksbeutelweg und Burggrafenweg vorbei. Etwas 200 m östlich am Wanderparkplatz der Aurach-Weg, Rangau-Randweg und Roter Flieger.